# Big Brother Slovenija (2. sezona)
Big Brother 2 je trajal tri mesece ali natančneje – 92 dni, ki se je začel 14. marca 2008 in končal 14. junija 2008, voditeljica oddaje je bila tudi tokrat Nina Osenar. Tokrat so gledalci lahko na spletni strani zasledili obljubo Big Brotherja : »Big Brother je tokrat še bolj strog in neusmiljen, pa vendar pravičen. Stanovalci morajo brezpogojno upoštevati njegova hišna pravil in izpolnjevati vse njegove ukaze, naloge in skrivna poslanstva. Big Brother vidi in sliši vse, stanovalci mu ne morejo prikriti ničesar«. Nagrada je bila 92.000€. To sezono je bila hiša razdeljena na dve strani na bogato in revno. V hišo je stopilo 13 stanovalcev prvi dan in dodatni štirje med samo sezono. Posebnosti sezone so bil tudi to, da sta prvič bili skupaj v Big Brotherju sestri (Tamara in Tjaša) in v šestem tednu je vstopila punca od Eltyba. Zmagovalec te sezone je bil Naske Mehić.

## Opis
Stanovalci so prebivali v isti hiši kot prejšnje leto, vendar je bila hiša popolnoma prenovljena. Hiša Big Brother je bila tokrat razdeljena na 2 dela, zato so se morali tudi stanovalci razdeliti, in sicer na Gospodarje in Podložnike. Hiša je bila v 2. sezoni  razdeljena v dve stanovanji – podložniško in premožno. Prvih štirinajst dni so tekmovalci bivali v podložniškem delu in niso vedeli, da obstaja še eno stanovanje. Po dveh tednih se se je prvo izpadli stanovalec  Marko, vselil. Gledalci so vedeli, da bo, »izpadli« izbral ekipo za vselitev v premožnejši del, tekmovalci pa tega niso vedeli. Šele po odsrtranitvi sten in po odkritju rešetk med obema stenama je bila situacija vsem jasna, morali tudi stanovalci razdeliti, in sicer na Gospodarje in Podložnike.
| Teden izločitve | Tekmovalec | Kraj             | Starost |
| --------------- | ---------- | ---------------- | ------- |
| 2.              | Tamara     | Malečnik         | 26 let  |
| 3.              | Damjana    | Dramlje          | 35 let  |
| 4.              | Dada       | Koper            | 24 let  |
| 5.              | Marko      | Ljubljana        | 29 let  |
| 6.              | Dejan      | Koper            | 25 let  |
| 6.              | Tjaša      | Malečnik         | 19 let  |
| 7.              | Sebastijan | Novo mesto       | 35 let  |
| 7.              | Saša       | Šentjanž         | 28 let  |
| 8.              | Jeanine    | Male Braslovče   | 21 let  |
| 9.              | Tea        | Dutovlje         | 22 let  |
| 10.             | ElTyeb     | Koper            | 26 let  |
| 11.             | Nejc       | Maribor          | 21 let  |
| 12.             | Sara       | Ljubljana        | 19 let  |
| 13.             | Marcelo    | Vrh pri Boštanju | 26 let  |
| 13.             | Mateja     | Šmartno ob Paki  | 23 let  |
| 13.             | Sandi      | Sela pri Ratežu  | 22 let  |
| Zmagovalec      | Naske      | Sevnica          | 23 let  |

## Nominacijska lestvica
|                       | 1 teden           | 2 teden                                          | 3 teden            | 4 teden             | 5 teden              | 6 teden            | 7 teden                    | 8 teden            | 9 teden                                | 10 teden           | 11 teden                   | 12 teden              | Finale                | Finale                |
| --------------------- | ----------------- | ------------------------------------------------ | ------------------ | ------------------- | -------------------- | ------------------ | -------------------------- | ------------------ | -------------------------------------- | ------------------ | -------------------------- | --------------------- | --------------------- | --------------------- |
| Naske                 | Jeanine Marko     | Damjana Tamara                                   | Damjana Marko      | Sebastijan Tjaša    | Marko Tjaša          | Dejan Tjaša        | Saša Mateja                | Jeanine Sara       | Mateja Tea                             | Sara Nejc          | Marcelo Nejc               | Sara Sandi            | Zmagovalec (92 dni)   | Zmagovalec (92 dni)   |
| Sandi                 | Naske Marko       | Sara Jeanine                                     | Sara Jeanine       | Sara Jeanine        | Sara Jeanine         | Sara Jeanine       | Sara Jeanine               | Naske Mateja       | Sara Nejc                              | Eltyeb Mateja      | Sara Nejc                  | Sara Marcelo          | Drugo mesto (92 dni)  | Drugo mesto (92 dni)  |
| Mateja                | Ni je bilo v hiši | Ni je bilo v hiši                                | Ni je bilo v hiši  | Ni je bilo v hiši   | Ni je bilo v hiši    | Oproščena          | Sebastijan Saša            | Jeanine Marcelo    | Naske Tea                              | Sara Nejc          | Nejc Sara                  | Sara Sandi            | Tretje mesto (92 dni) | Tretje mesto (92 dni) |
| Marcelo               | Jeanine Marko     | Dada Sandi                                       | Dada Sandi         | Dada Sandi          | Jeanine Sandi        | Eltyeb Sandi       | Sandi Sara                 | Mateja Eltyeb      | Sara Sandi                             | Eltyeb Mateja      | Sandi Nejc                 | Sara Sandi            | Četrto mesto (92 dni) | Četrto mesto (92 dni) |
| Sara                  | Tamara Tjaša      | Dada Sandi                                       | Dada Sandi         | Eltyeb Sandi        | Jeanine Sandi        | Jeanine Sandi      | Jeanine Sandi              | Eltyeb Mateja      | Marcelo Nejc                           | Eltyeb Mateja      | Sandi Nejc                 | Mateja Sandi          | Izseljena (84 dni)    | Izseljena (84 dni)    |
| Nejc                  | Ni ga bilo v hiši | Ni ga bilo v hiši                                | Ni ga bilo v hiši  | Ni ga bilo v hiši   | Ni ga bilo v hiši    | Ni ga bilo v hiši  | Ni ga bilo v hiši          | Oproščen           | Sandi Marcelo                          | Mateja Eltyeb      | Marcelo Sandi              | Izseljen (77 dni)     | Izseljen (77 dni)     | Izseljen (77 dni)     |
| Eltyeb                | Jeanine Marko     | Marcelo Marko                                    | Sandi Marcelo      | Dada Marcelo        | Jeanine Sara         | Sandi Jeanine      | Sara Jeanine               | Jeanine Marcelo    | Tea Naske                              | Nejc Sara          | Izseljen (70 dni)          | Izseljen (70 dni)     | Izseljen (70 dni)     | Izseljen (70 dni)     |
| Tea                   | Ni je bilo v hiši | Ni je bilo v hiši                                | Ni je bilo v hiši  | Ni je bilo v hiši   | Ni je bilo v hiši    | Ni je bilo v hiši  | Ni je bilo v hiši          | Oproščena          | Eltyeb Mateja                          | Izseljena (63 dni) | Izseljena (63 dni)         | Izseljena (63 dni)    | Izseljena (63 dni)    | Izseljena (63 dni)    |
| Jeanine               | Tjaša Marko       | Dada Sandi                                       | Dada Sandi         | Dada Sandi          | Marcelo Sandi        | Sandi Sara         | Sandi Sara                 | Naske Mateja       | Izseljena (65 dni)                     | Izseljena (65 dni) | Izseljena (65 dni)         | Izseljena (65 dni)    | Izseljena (65 dni)    | Izseljena (65 dni)    |
| Saša                  | Ni je bilo v hiši | Ni je bilo v hiši                                | Ni je bilo v hiši  | Ni je bilo v hiši   | Ni je bilo v hiši    | Oproščena          | Naske Sebastijan           | Izseljena (49 dni) | Izseljena (49 dni)                     | Izseljena (49 dni) | Izseljena (49 dni)         | Izseljena (49 dni)    | Izseljena (49 dni)    | Izseljena (49 dni)    |
| Sebastijan            | Naske Marko       | Tamara Tjaša                                     | Damjana Tjaša      | Marko Tjaša         | Marko Tjaša          | Dejan Tjaša        | Mateja Saša                | Odšel (44 dni)     | Odšel (44 dni)                         | Odšel (44 dni)     | Odšel (44 dni)             | Odšel (44 dni)        | Odšel (44 dni)        | Odšel (44 dni)        |
| Tjaša                 | Dejan Marko       | Damjana Sebastijan                               | Marko Sebastijan   | Marko Sebastijan    | Marko Sebastijan     | Naske Dejan        | Izseljena (42 dni)         | Izseljena (42 dni) | Izseljena (42 dni)                     | Izseljena (42 dni) | Izseljena (42 dni)         | Izseljena (42 dni)    | Izseljena (42 dni)    | Izseljena (42 dni)    |
| Dejan                 | Marko Damjana     | Damjana Tjaša                                    | Damjana Tjaša      | Sebastijan Tjaša    | Marko Tjaša          | Naske Tjaša        | Izvržen (38 dni)           | Izvržen (38 dni)   | Izvržen (38 dni)                       | Izvržen (38 dni)   | Izvržen (38 dni)           | Izvržen (38 dni)      | Izvržen (38 dni)      | Izvržen (38 dni)      |
| Marko                 | Tjaša Jeanine     | Eltyeb Jeanine                                   | Damjana Sebastijan | Sebastijan Tjaša    | Sebastijan Tjaša     | Izseljen (35 dni)  | Izseljen (35 dni)          | Izseljen (35 dni)  | Izseljen (35 dni)                      | Izseljen (35 dni)  | Izseljen (35 dni)          | Izseljen (35 dni)     | Izseljen (35 dni)     | Izseljen (35 dni)     |
| Dada                  | Jeanine Marko     | Sara Jeanine                                     | Sara Jeanine       | Sara Jeanine        | Izseljena (28 dni)   | Izseljena (28 dni) | Izseljena (28 dni)         | Izseljena (28 dni) | Izseljena (28 dni)                     | Izseljena (28 dni) | Izseljena (28 dni)         | Izseljena (28 dni)    | Izseljena (28 dni)    | Izseljena (28 dni)    |
| Damjana               | Tamara Marko      | Tamara Tjaša                                     | Marko Sebastijan   | Izseljena (21 dni)  | Izseljena (21 dni)   | Izseljena (21 dni) | Izseljena (21 dni)         | Izseljena (21 dni) | Izseljena (21 dni)                     | Izseljena (21 dni) | Izseljena (21 dni)         | Izseljena (21 dni)    | Izseljena (21 dni)    | Izseljena (21 dni)    |
| Tamara                | Damjana Marko     | Dejan Sebastijan                                 | Izseljena (14 dni) | Izseljena (14 dni)  | Izseljena (14 dni)   | Izseljena (14 dni) | Izseljena (14 dni)         | Izseljena (14 dni) | Izseljena (14 dni)                     | Izseljena (14 dni) | Izseljena (14 dni)         | Izseljena (14 dni)    | Izseljena (14 dni)    | Izseljena (14 dni)    |
|                       |                   |                                                  |                    |                     |                      |                    |                            |                    |                                        |                    |                            |                       |                       |                       |
| Nominirana Nominirani | Jeanine Marko     | Dada Damjana Jeanine Sandi Tamara Tjaša          | Damjana Sandi      | Dada Sandi Tjaša    | Jeanine Marko Tjaša  | Dejan Sandi Tjaša  | Naske Sara Saša Sebastijan | Jeanine Mateja     | Marcelo Nejc Sandi Sara Tea            | Eityeb Mateja      | Naske Nejc Sandi Sara      | Marcelo Sandi Sara    | vsi stanovalci        | vsi stanovalci        |
| Odhodi                | nihče             | nihče                                            | nihče              | nihče               | nihče                | nihče              | Sebastijan                 | nihče              | nihče                                  | nihče              | nihče                      | nihče                 | nihče                 | nihče                 |
| Izločitve             | nihče             | nihče                                            | nihče              | nihče               | nihče                | Dejan              | nihče                      | nihče              | nihče                                  | nihče              | nihče                      | nihče                 | nihče                 | nihče                 |
| Izseljeni             | Marko 81%         | Tamara 69%                                       | Damjana 52%        | Dada 67%            | Marko 50%            | Tjaša 61%          | Saša 51%                   | Jeanine 61%        | Tea 51%                                | Eityeb 64%         | Nejc 76%                   | Sara 51%              | Marcelo ?% za zmago   | Marcelo ?% za zmago   |
| Izseljeni             | Marko 81%         | Tamara 69%                                       | Damjana 52%        | Dada 67%            | Marko 50%            | Tjaša 61%          | Saša 51%                   | Jeanine 61%        | Tea 51%                                | Eityeb 64%         | Nejc 76%                   | Sara 51%              | Mateja ?% za zmago    | Sandi ?% za zmago     |
| Preživel              | Jeanine 19%       | Tjaša 11% Damjana 9% Sandi 4% Jeanine 4% Dada 3% | Sandi 48%          | Sandi 21% Tjaša 12% | Jeanine 42% Tjaša 8% | Sandi 39%          | Sara 33% Naske 16%         | Mateja 39%         | Sara 24% Nejc 11% Marcelo 11% Sandi 3% | Mateja 36%         | Sara 14% Sandi 6% Naske 4% | Marcelo 37% Sandi 12% | Naske ?%              | Naske ?%              |

### Število nominacij
|            | 1 teden           | 2 teden           | 3 teden           | 4 teden           | 5 teden           | 6 teden           | 7 teden           | 8 teden   | 9 teden   | 10 teden  | 11 teden  | 12 teden  | Finale       | Finale       | Skupaj |
| ---------- | ----------------- | ----------------- | ----------------- | ----------------- | ----------------- | ----------------- | ----------------- | --------- | --------- | --------- | --------- | --------- | ------------ | ------------ | ------ |
| Naske      | 2                 | 0                 | 0                 | 0                 | 0                 | 2                 | 1                 | 2         | 2         | 0         | 0         | 0         | Zmagovalec   | Zmagovalec   | 9      |
| Sandi      | 0                 | 3                 | 4                 | 3                 | 3                 | 4                 | 3                 | 0         | 2         | 0         | 3         | 4         | Drugo mesto  | Drugo mesto  | 29     |
| Mateja     | Ni je bilo v hiši | Ni je bilo v hiši | Ni je bilo v hiši | Ni je bilo v hiši | Ni je bilo v hiši | Oproščena         | 2                 | 4         | 2         | 4         | 0         | 1         | Tretje mesto | Tretje mesto | 13     |
| Marcelo    | 0                 | 1                 | 1                 | 1                 | 1                 | 0                 | 0                 | 2         | 2         | 0         | 2         | 1         | Četrto mesto | Četrto mesto | 11     |
| Sara       | 0                 | 2                 | 2                 | 2                 | 2                 | 2                 | 4                 | 1         | 2         | 3         | 2         | 4         | Izseljena    | Izseljena    | 26     |
| Nejc       | Ni ga bilo v hiši | Ni ga bilo v hiši | Ni ga bilo v hiši | Ni ga bilo v hiši | Ni ga bilo v hiši | Ni ga bilo v hiši | Ni ga bilo v hiši | Oproščen  | 2         | 3         | 5         | Izseljen  | Izseljen     | Izseljen     | 10     |
| Eltyeb     | 0                 | 1                 | 0                 | 1                 | 0                 | 1                 | 0                 | 1         | 1         | 4         | Izseljen  | Izseljen  | Izseljen     | Izseljen     | 9      |
| Tea        | Ni je bilo v hiši | Ni je bilo v hiši | Ni je bilo v hiši | Ni je bilo v hiši | Ni je bilo v hiši | Ni je bilo v hiši | Ni je bilo v hiši | Oproščena | 3         | Izseljena | Izseljena | Izseljena | Izseljena    | Izseljena    | 3      |
| Jeanine    | 5                 | 3                 | 2                 | 2                 | 4                 | 3                 | 3                 | 3         | Izseljena | Izseljena | Izseljena | Izseljena | Izseljena    | Izseljena    | 25     |
| Saša       | Ni je bilo v hiši | Ni je bilo v hiši | Ni je bilo v hiši | Ni je bilo v hiši | Ni je bilo v hiši | Oproščena         | 3                 | Izseljena | Izseljena | Izseljena | Izseljena | Izseljena | Izseljena    | Izseljena    | 3      |
| Sebastijan | 0                 | 2                 | 3                 | 4                 | 2                 | 0                 | 2                 | Odšel     | Odšel     | Odšel     | Odšel     | Odšel     | Odšel        | Odšel        | 13     |
| Tjaša      | 3                 | 3                 | 2                 | 4                 | 4                 | 3                 | Izseljena         | Izseljena | Izseljena | Izseljena | Izseljena | Izseljena | Izseljena    | Izseljena    | 19     |
| Dejan      | 1                 | 1                 | 0                 | 0                 | 0                 | 3                 | Izvržen           | Izvržen   | Izvržen   | Izvržen   | Izvržen   | Izvržen   | Izvržen      | Izvržen      | 5      |
| Marko      | 11                | 0                 | 3                 | 2                 | 4                 | Izseljen          | Izseljen          | Izseljen  | Izseljen  | Izseljen  | Izseljen  | Izseljen  | Izseljen     | Izseljen     | 20     |
| Dada       | 0                 | 3                 | 3                 | 3                 | Izseljena         | Izseljena         | Izseljena         | Izseljena | Izseljena | Izseljena | Izseljena | Izseljena | Izseljena    | Izseljena    | 9      |
| Damjana    | 2                 | 3                 | 4                 | Izseljena         | Izseljena         | Izseljena         | Izseljena         | Izseljena | Izseljena | Izseljena | Izseljena | Izseljena | Izseljena    | Izseljena    | 9      |
| Tamara     | 2                 | 3                 | Izseljena         | Izseljena         | Izseljena         | Izseljena         | Izseljena         | Izseljena | Izseljena | Izseljena | Izseljena | Izseljena | Izseljena    | Izseljena    | 5      |

### Delitev hiše
|            | 1 teden   | 2 teden      | 3 teden      | 4 teden      | 5 teden      | 6 teden      | 7 teden      | 8 teden      | 9 teden      |
| ---------- | --------- | ------------ | ------------ | ------------ | ------------ | ------------ | ------------ | ------------ | ------------ |
| Naske      | Revni del | Revni del    | Revni del    | Revni del    | Luksuzni del | Revni del    | Luksuzni del | Luksuzni del | Luksuzni del |
| Sandi      | Revni del | Luksuzni del | Luksuzni del | Luksuzni del | Revni del    | Luksuzni del | Revni del    | Revni del    | Revni del    |
| Mateja     | Ni v hiši | Ni v hiši    | Ni v hiši    | Ni v hiši    | Ni v hiši    | Revni del    | Luksuzni del | Luksuzni del | Luksuzni del |
| Marcelo    | Revni del | Luksuzni del | Luksuzni del | Luksuzni del | Revni del    | Luksuzni del | Revni del    | Revni del    | Revni del    |
| Sara       | Revni del | Luksuzni del | Luksuzni del | Luksuzni del | Revni del    | Luksuzni del | Revni del    | Revni del    | Revni del    |
| Nejc       | Ni v hiši | Ni v hiši    | Ni v hiši    | Ni v hiši    | Ni v hiši    | Ni v hiši    | Ni v hiši    | Revni del    | Revni del    |
| Eltyeb     | Revni del | Luksuzni del | Luksuzni del | Luksuzni del | Revni del    | Luksuzni del | Revni del    | Luksuzni del | Luksuzni del |
| Tea        | Ni v hiši | Ni v hiši    | Ni v hiši    | Ni v hiši    | Ni v hiši    | Ni v hiši    | Ni v hiši    | Luksuzni del | Luksuzni del |
| Jeanine    | Revni del | Luksuzni del | Luksuzni del | Luksuzni del | Revni del    | Luksuzni del | Revni del    | Revni del    | Izseljena    |
| Saša       | Ni v hiši | Ni v hiši    | Ni v hiši    | Ni v hiši    | Ni v hiši    | Luksuzni del | Luksuzni del | Izseljena    | Izseljena    |
| Sebastijan | Revni del | Revni del    | Revni del    | Revni del    | Luksuzni del | Revni del    | Luksuzni del | Odšel        | Odšel        |
| Tjaša      | Revni del | Revni del    | Revni del    | Revni del    | Luksuzni del | Revni del    | Izseljena    | Izseljena    | Izseljena    |
| Dejan      | Revni del | Revni del    | Revni del    | Revni del    | Luksuzni del | Revni del    | Izvržen      | Izvržen      | Izvržen      |
| Marko      | Revni del | Luksuzni del | Revni del    | Revni del    | Luksuzni del | Izseljen     | Izseljen     | Izseljen     | Izseljen     |
| Dada       | Revni del | Luskuzni del | Luksuzni del | Luksuzni del | Izseljena    | Izseljena    | Izseljena    | Izseljena    | Izseljena    |
| Damjana    | Revni del | Revni del    | Revni Del    | Izseljena    | Izseljena    | Izseljena    | Izseljena    | Izseljena    | Izseljena    |
| Tamara     | Revni del | Revni del    | Izseljena    | Izseljena    | Izseljena    | Izseljena    | Izseljena    | Izseljena    | Izseljena    |

     Stanovalci živijo v luksuznem delu hiše
     Stanovalci živijo v revnem delu hiše
| Barva | Pomen barve v nominacijski lestvici                    |
| ----- | ------------------------------------------------------ |
|       | Stanovalci živijo na bogati strani hiše                |
|       | Stanovalci živijo na slabi strani hiše                 |
|       | Samodejno nominiran zaradi kršenja pravil Big Brotheja |
|       | izločen z odločitvijo gledalcev                        |
|       | prostovoljno odstopil od tekmovanja                    |
|       | izločen zaradi kršenja pravil Big Brotherja            |
|       | finalist, ki je osvojil tretje ali četrko mesto        |
|       | superfinalist, ki je osvojil drugo mesto               |
|       | Zmagovalec                                             |

Razlogi kršenja pravili stanovalcev, ki so bili kazensko nominirani:
1. Naske je bil  samodejno nominiran za izselitev iz Big Brotherja zaradi prekršenih pravil.(7. teden)
2. Sebastijan je bil samodejno nominiran za izselitev iz Big Brotherja zaradi prekršenih pravil.(7.teden)
3. Naske je bil samodejno nominiran za izselitev iz Big Brotherja zaradi neznanih prekršenih pravil.(11. teden)
4. Sara je bila samodejno nominirana za izselitev iz Big Brotherja zaradi neznanih prekršenih pravil.(11. teden)
5. Marcelo je bil samodejno nominiran za izselitev iz Big Brotherja zaradi neznanih prekršenih pravil.(12.teden)

## Predvajanje
Od ponedeljka do četrtka ob 20.00 - 21.00

Ob petkih ob 20.00 - 22.00 oddaja v živo (izpadanje)

Ob sobotah ob 20.00 - 20.30 nominacije

Ob nedeljah ob 22.00 - 23.00 pregled tedna